# 貞元 (日本)
貞元（）は、日本の元号の一つ。天延の後、天元の前。976年から978年までの期間を指す。この時代の天皇は円融天皇。

## 改元
- 天延4年7月13日（ユリウス暦976年8月11日）：改元。
- 貞元3年11月29日（ユリウス暦978年12月31日）：天元に改元。

## 貞元期におきた出来事
元年
- 7月26日：円融天皇、堀川院（兼通第）に移る。

2年
- 7月29日：円融天皇、新造内裏に還る。

## 西暦との対照表
※は小の月を示す。
| 貞元元年（丙子） | 一月     | 二月  | 三月※ | 四月 | 五月※ | 六月  | 七月※ | 八月※   | 九月  | 十月※ | 十一月 | 十二月※ |          |
| ---------------- | -------- | ----- | ----- | ---- | ----- | ----- | ----- | ------- | ----- | ----- | ------ | ------- | -------- |
| ユリウス暦       | 976/2/3  | 3/4   | 4/3   | 5/2  | 6/1   | 6/30  | 7/30  | 8/28    | 9/26  | 10/26 | 11/24  | 12/24   |          |
| 貞元二年（丁丑） | 一月     | 二月  | 三月※ | 四月 | 五月  | 六月※ | 七月  | 閏七月※ | 八月※ | 九月  | 十月※  | 十一月  | 十二月※  |
| ユリウス暦       | 977/1/22 | 2/21  | 3/23  | 4/21 | 5/21  | 6/20  | 7/19  | 8/18    | 9/16  | 10/15 | 11/14  | 12/13   | 978/1/12 |
| 貞元三年（戊寅） | 一月     | 二月※ | 三月  | 四月 | 五月※ | 六月  | 七月※ | 八月    | 九月  | 十月※ | 十一月 | 十二月※ |          |
| ユリウス暦       | 978/2/10 | 3/12  | 4/10  | 5/10 | 6/9   | 7/8   | 8/7   | 9/5     | 10/5  | 11/4  | 12/3   | 979/1/2 |          |